# Roger Guerreiro
Roger Guerreiro (São Paulo, 25 de maio de 1982) é um ex-futebolista brasileiro naturalizado polonês que atuava como meia e lateral-esquerdo. Atualmente está aposentado dos gramados.

## Carreira
Começou em 2000 no São Caetano, então grande sensação do futebol brasileiro, saindo da segunda divisão para disputar a final do Campeonato Brasileiro frente ao Vasco da Gama. Roger, entretanto, não chegou a se firmar no time titular da equipe.
Em 2002, transferiu-se para o Corinthians, mas sua passagem pelo Parque São Jorge ficaria marcada pela expulsão contra o River Plate na Libertadores de 2003, após entrar violentamente no carrasco Andrés D'Alessandro, a pedidos do técnico Geninho. Era o jogo de volta e os alvinegros, que estavam em grande fase, acabariam eliminados em casa. O clube só daria sinais de recuperação em 2005, no tempo áureo da parceria com a MSI.
Foi no clube do Parque São Jorge que Roger conheceu e trabalhou com um dos maiores ídolos da torcida rubro-negra, o ex-jogador e então treinador Júnior. A rápida passagem de Júnior como treinador do Corinthians, fez com que o ex-jogador, que pouco depois se tornou diretor de futebol do Flamengo, observasse atentamente as qualidades de Roger, e mais tarde, indicasse o atleta para o Clube.
Roger Guerreiro chegou ao Flamengo em 2004 com apenas 21 anos de idade, para ser o substituto de Athirson e foi apresentado discretamente ao lado do atacante Rafael Gaúcho.
No mesmo ano de sua chegada, viveu boa fase no campeonato carioca daquele ano, marcando gols especialmente contra o rival Fluminense e terminando campeão estadual. Ainda em 2004, foi jogar no Celta de Vigo, mas a aventura espanhola acabou infrutífera, e Roger voltou ao Brasil no ano seguinte, agora como jogador do Juventude.
Saiu sem ser notado do clube de Caxias do Sul para o obscuro futebol polonês em 2006, contratado por um dos mais tradicionais clubes do país, o Legia Varsóvia. No ano de sua chegada, participou da conquista do oitavo campeonato polonês da equipe, que ficou na terceira colocação em 2007. Suas boas aparições despertaram a atenção de Leo Beenhakker, o técnico da Seleção Polonesa. Em face disso, Roger decidiu naturalizar-se polonês, obtendo a cidadania em 17 de março de 2008 em cerimônia com o próprio Presidente da Polônia, Lech Kaczyński, dias após Beenhakker, que anunciara que gostaria de contar com o jogador, divulgar sua lista de 31 provisoriamente pré-convocados para a Eurocopa 2008.
Em 27 de agosto de 2009, foi anunciada a sua contratação por 4 anos pelo AEK Atenas.
Em 2012, com o AEK Atenas, afetado pela crise econômica europeia, enfrentando uma fase sem precedentes, Roger disse estar havia um ano sem receber seus salários. O brasileiro, inclusive, afirmou ter, visando à motivação do grupo, oferecido prêmio por vitória do próprio bolso a colegas.
Em setembro de 2013, acertou com o Guaratinguetá, até o final de 2013 e em 2014, jogou no Comercial. Em 2015 foi contratado pelo Rio Branco Sport Club.
Em dezembro de 2015, Roger Guerreiro acertou com o Villa Nova-MG de Nova Lima para a temporada 2016.
Em 2017, acertou para jogar pelo Rio Verde,  onde permaneceu até o fim do primeiro semestre do ano. Em seguida encerrou a carreira profissional, desiludido com os muitos calotes financeiros que levou.
Durante um tempo chegou a trabalhar como motorista de um aplicativo de transporte na Cidade de São Paulo. Porém, logo abriu um academia de futebol, que mantinha com sucesso até 2024. Também participa de jogos de futebol máster, tendo representado tanto o Flamengo como o Corinthians nessa modalidade, e de campeonatos de várzea em São Paulo.

### Seleção Polonesa
Após obter a cidadania polonesa, Roger foi confirmado no dia 28 de maio entre os 23 escolhidos para disputar a Eurocopa 2008. Na competição, marcou o primeiro gol da Polônia na história da Euro. Ele balançou a rede aos 30 minutos do primeiro tempo no empate por 1 a 1 contra os austríacos, anfitriões da competição. Este acabou sendo o único gol dos polacos naquela Euro.
| “ | "Daqui a 100 anos vão estar lembrando disso. Foi especial, não só pelo fato histórico, mas no dia 12 de junho estavam completando seis meses que meu pai havia falecido. Veio ele na minha cabeça, dediquei a ele. Foi esse misto de emoções, eu ajoelhei, levantei as mãos para o céu. De vez em quando olho no Youtube, não só esse gol, mas outros também. Mas esse ficou bem marcado. Tenho fotos, registros, a chuteira que fiz o gol, camisa do jogo. Tenho projeto de levar isso para a Polônia mais para a frente, são marcas daquele jogo." | ” |

Sua primeira partida com a Seleção deu-se no dia 27 de maio de 2008, contra a Albânia.

#### Estatísticas
- Última atualização em 3 de março de 2010.

| Seleção | Temporada | Jogos | Gols |
| ------- | --------- | ----- | ---- |
| Polônia | 2008      | 11    | 2    |
| Polônia | 2009      | 11    | 2    |
| Polônia | 2011      | 3     | 0    |
| Total   | Total     | 25    | 4    |

#### Gols
| Gol | Data                    | Local                                | Adversário    | Placar | Final | Competição     |
| --- | ----------------------- | ------------------------------------ | ------------- | ------ | ----- | -------------- |
| 1   | 12 de junho de 2008     | Ernst-Happel-Stadion, Viena, Austria | Áustria       | 0–1    | 1–1   | UEFA Euro 2008 |
| 2   | 19 de novembro de 2008  | Croke Park, Dublin, Irlanda          | Irlanda       | 0–2    | 2–3   | Amistoso       |
| 3   | 11 de fevereiro de 2009 | Vila Real de Santo António, Portugal | País de Gales | 0–1    | 0–1   | Amistoso       |
| 4   | 9 de junho de 2009      | Cidade do Cabo, África do Sul        | Iraque        | 1–1    | 1–1   | Amistoso       |

## Títulos
São Caetano
- Campeonato Paulista Série A3: 1998
- Campeonato Paulista Série A2: 2000

Corinthians
- Copa do Brasil: 2002
- Torneio Rio-São Paulo: 2002
- Campeonato Paulista: 2003

Flamengo
- Taça Guanabara:  2004
- Campeonato Carioca: 2004

Celta de Vigo
- Troféu Memorial Quinocho: 2004, 2005
- Troféu Cidade de Vigo: 2005

Juventude
- Campeonato Gaúcho do Interior: 2006

Legia Warszawa
- Campeonato Polonês: 2006
- Copa da Polônia: 2008
- Supercopa da Polônia: 2008

AEK Atenas
- Copa da Grécia: 2011

### Prêmios Individuais
Flamengo
- FERJ - Melhor Lateral-esquerdo do Campeonato Carioca: 2004

Legia Warszawa
- Revista Pilka Novna - Jogador Estrangeiro do Ano: 2007
- Supercopa da Polônia - Melhor Jogador: 2008